# Kathrin Mahlau
Kathrin Mahlau (* 1973 in Waren (Müritz)) ist eine deutsche Pädagogin und Hochschullehrerin.

## Leben und Wirken
Von 1995 bis 2001 studierte sie Sonderpädagogik (Pädagogik bei Sprachstörungen und Pädagogik bei Geistiger Behinderung) und der Grundschulpädagogik an der Universität Rostock. Nach der Promotion an der Universität Köln 2007 und Habilitation in Rostock 2016 wurde sie 2017 Professorin am Lehrstuhl Erziehungswissenschaft/Sonderpädagogik und Inklusion in den Förderschwerpunkten Lernen, Sprache und sozial-emotionale Entwicklung an der Universität Greifswald.

## Forschungsschwerpunkte
Ihre Forschungsschwerpunkte sind Rügener Inklusionsmodell, Konzeption und Evaluation eines inklusiven Unterrichts- und Förderkonzepts für Kinder mit Sprachentwicklungsbeeinträchtigungen, Entwicklung von therapiebasierten Messverfahren für den Förderbereich Sprache und Entwicklung von curriculumbasierten Messverfahren (CBM) im Bereich Deutsch (Rechtschreibung, Lesesynthese und Leseverständnis) für die Klassenstufen 1 bis 4 für Kinder mit durchschnittlicher und unterdurchschnittlicher Lernleistung.

## Schriften (Auswahl)

### Monografien
- Metaphonologische Fähigkeiten und ihre Bedeutung für den Schriftspracherwerb bei spezifisch sprachentwicklungsgestörten Kindern. Unter besonderer Berücksichtigung der Wortschatzentwicklung. 1. Auflage. Lang, Berlin 2008, ISBN 978-3-631-57491-1 (Zugleich: Köln, Univ., Diss., 2007).
- Zur Förderung von Kindern mit spezifischen Sprachentwicklungsstörungen nach dem Response-to-Intervention-Ansatz. Kontrollgruppenstudie zur sprachlichen, schulleistungsbezogenen und sozial-emotionalen Entwicklung in unterschiedlichen schulischen Settings. 1. Auflage. Peter Lang GmbH, Frankfurt am Main 2016, ISBN 3-631-70195-0 (Zugleich: Rostock, Univ., Habil.Schr., 2016).
- Screening grammatischer Fähigkeiten für die 2. Klasse (SGF 2) – Testheft. [1. Auflage]. Ernst Reinhardt Verlag, München; Basel [2016], ISBN 3-497-02587-9.
- Kinder mit Sprachauffälligkeiten. Förderung in inklusiven Schulklassen. 1. Auflage. Verlag W. Kohlhammer, Stuttgart 2018, ISBN 3-17-033832-3.[1]

### Als Mitautorin (Auswahl)
- mit Kirsten Diehl und Bodo Hartke: Inklusionsorientierter Deutschunterricht. 1. Auflage. Verlag W. Kohlhammer, Stuttgart 2020, ISBN 978-3-17-034733-5.
- mit Sylvia Herse: Sprechen, Spielen, Spaß − sprachauffällige Kinder in der Grundschule fördern. 2., durchgesehene Auflage. Ernst Reinhardt Verlag, München [2023], ISBN 978-3-497-03239-6.[1]

### Mitherausgeberschaften (Auswahl)
- mit Stefan Blumenthal; Bodo Hartke (Hrsg.): Allgemeine Grundlagen zur Umsetzung einer inklusiven Grundschule: Fortbildungseinheiten, -methoden und -materialien. [1. Auflage]. Verlag Dr. Kovač, Hamburg 2016, ISBN 978-3-8300-8700-7.
- mit Stefan Blumenthal; Bodo Hartke (Hrsg.): Grundlagen und Förderung im Bereich der emotionalen und sozialen Entwicklung: Fortbildungseinheiten,       -methoden und -materialien. [1. Auflage]. Verlag Dr. Kovač, Hamburg 2016, ISBN 978-3-83008702-1.
- mit Stefan Blumenthal; Bodo Hartke (Hrsg.): Grundlagen und Förderung im Bereich der sprachlichen Entwicklung: Fortbildungseinheiten, -methoden und -materialien. [1. Auflage]. Verlag Dr. Kovač, Hamburg 2016, ISBN 978-3-8300-8703-8.[1]

### Beiträge in Fachzeitschriften (Auswahl)
- Diagnostik im Förderschwerpunkt emotionale Entwicklung und soziale Entwicklung. Überlegungen zum praktischen Einsatz von Direct Behavior Ratings im inklusiven Unterricht. In: Zeitschrift für Heilpädagogik, 70 (2019) 11, S. 581–591.
- Vergleich zwischen inklusiven und separierenden Unterrichtskonzepten bei Kindern mit spezifischen Sprachentwicklungsstörungen nach der Grundschulzeit. In: Forschung Sprache, 8 (2020) 1, S. 67–84.
- Zur Schulleistungsentwicklung von Kindern mit beeinträchtigtem Sprachverständnis. In: Logos: die Fachzeitschrift für Logopädie und Sprachtherapie, 30 (2022) 4, S. 244–256.
- Das Familienklassenzimmer. Verbreitung in Deutschland und konkrete Umsetzung des multisystemischen Konzepts an Schulen in Mecklenburg-Vorpommern. In: Zeitschrift für Heilpädagogik, 74 (2023) 4, S. 148–155.[2]